# Мекорьюк (Аляска)
Мекорьюк (англ. Mekoryuk) — місто (англ. city) в США, у зоні перепису населення Бетел штату Аляска. Населення — 206 осіб (2020).

## Географія
Місто розташоване на острові Нунівак, який розташований в Беринговому морі, приблизно за 48 км від дельти річки Юкон.
Мекорьюк розташований за координатами 60°22′15″ пн. ш. 166°16′1″ зх. д. / 60.37083° пн. ш. 166.26694° зх. д. (60.370730, -166.266987). За даними Бюро перепису населення США в 2010 році місто мало площу 16,51 км², з яких 16,49 км² — суходіл та 0,01 км² — водойми. В 2017 році площа становила 18,30 км², з яких 18,14 км² — суходіл та 0,17 км² — водойми.

### Клімат
Місто знаходиться у зоні, котра характеризується кліматом полярних пустель. Найтепліший місяць — липень із середньою температурою 15.2 °C (59.4 °F). Найхолодніший місяць — січень, із середньою температурою -26.8 °С (-16.3 °F).
| Клімат Мекорьюка        | Клімат Мекорьюка | Клімат Мекорьюка | Клімат Мекорьюка | Клімат Мекорьюка | Клімат Мекорьюка | Клімат Мекорьюка | Клімат Мекорьюка | Клімат Мекорьюка | Клімат Мекорьюка | Клімат Мекорьюка | Клімат Мекорьюка | Клімат Мекорьюка | Клімат Мекорьюка |
| Показник                | Січ.             | Лют.             | Бер.             | Квіт.            | Трав.            | Черв.            | Лип.             | Серп.            | Вер.             | Жовт.            | Лист.            | Груд.            | Рік              |
| Абсолютний максимум, °C | −12,6            | −6,7             | 1,9              | 10,4             | 18,8             | 22,2             | 23,1             | 22,3             | 15,3             | 3,4              | −7,7             | −14,1            | 23,1             |
| Середній максимум, °C   | −22,8            | −16,3            | −4,1             | 6,1              | 14               | 19,3             | 21,1             | 18,3             | 11,4             | −1,7             | −15              | −20,8            | 0,8              |
| Середня температура, °C | −26,8            | −22,2            | −12,6            | −1,2             | 7,4              | 13,1             | 15,2             | 12,4             | 5,7              | −6,1             | −19,3            | −24,9            | −4,9             |
| Середній мінімум, °C    | −30,9            | −27,9            | −21,1            | −8,5             | 0,8              | 6,9              | 9,4              | 6,6              | 0                | −10,4            | −23,6            | −28,9            | −10,6            |
| Абсолютний мінімум, °C  | −41,6            | −44,7            | −28,4            | −16,1            | −1,3             | 4,8              | 7,9              | 4                | −5,8             | −17,5            | −30,4            | −41,1            | −44,7            |
| Норма опадів, мм        | 6                | 6                | 5                | 5                | 25               | 48               | 58               | 35               | 23               | 12               | 8                | 6                | 238              |
| Днів з опадами          | 9                | 9                | 11               | 10               | 8                | 7                | 10               | 13               | 14               | 15               | 13               | 10               | 129              |
| Вологість повітря, %    | 79.5             | 79.9             | 79.1             | 79.7             | 83.2             | 82.5             | 83.5             | 84.2             | 79.3             | 74.4             | 78               | 78.5             | 80.1             |
| ----------------------- | ---------------- | ---------------- | ---------------- | ---------------- | ---------------- | ---------------- | ---------------- | ---------------- | ---------------- | ---------------- | ---------------- | ---------------- | ---------------- |
| Джерело: Weatherbase    |                  |                  |                  |                  |                  |                  |                  |                  |                  |                  |                  |                  |                  |

## Демографія

### Перепис 2010
Згідно з переписом 2010 року, у місті мешкала 191 особа в 70 домогосподарствах у складі 40 родин. Густота населення становила 12 осіб/км². Було 86 помешкань (5/км²).
Расовий склад населення:
| - 93,2 % — корінних американців - 3,1 % — білих |

До двох чи більше рас належало 3,7 %. Частка іспаномовних становила 0,0 % від усіх жителів.
За віковим діапазоном населення розподілялося таким чином: 24,1 % — особи молодші 18 років, 61,8 % — особи у віці 18—64 років, 14,1 % — особи у віці 65 років та старші. Медіана віку мешканця становила 40,5 року. На 100 осіб жіночої статі у місті припадало 130,1 чоловіків; на 100 жінок у віці від 18 років та старших — 141,7 чоловіків також старших 18 років.
Середній дохід на одне домашнє господарство становив 42 186 доларів США (медіана — 24 750), а середній дохід на одну сім'ю — 53 831 долар (медіана — 38 750). За межею бідності перебувало 18,4 % осіб, у тому числі 27,9 % дітей у віці до 18 років та 0,0 % осіб у віці 65 років та старших.
Цивільне працевлаштоване населення становило 65 осіб. Основні галузі зайнятості: освіта, охорона здоров'я та соціальна допомога — 21,5 %, публічна адміністрація — 20,0 %, роздрібна торгівля — 16,9 %.

### Перепис 2000
За даними перепису 2000 року населення міста становило 210 осіб. Расовий склад: корінні американці — 90,48 %; білі — 3,33 % та представники двох і більше рас — 6,19 %. Частка осіб у віці молодше 18 років — 32,4 %; осіб від 18 до 24 років — 6,7 %; від 25 до 44 років — 29,0 %; від 45 до 64 років — 22,4 % і старше 65 років — 9,5 %. Середній вік населення — 36 років. На кожні 100 жінок припадає 116,5 чоловіків; на кожні 100 жінок у віці старше 18 років — 136,7 чоловіків.
Середній дохід на спільне господарство — $30 833; середній дохід на сім'ю — $33 750. Середній дохід на душу населення — $11 958. Близько 13,7 % сімей та 21,9 % мешканців живуть за межею бідності.

## Транспорт
Місто обслуговується невеликим аеропортом Мекорьюк.